# Kiszufimi mészárlás
2023. október 7-én a Hamász Gázai övezetből származó fegyveresei meglepetésszerű támadást indítottak Izrael ellen, az Izrael déli körzetében található Kiszufim kibucot is célba vették. A terrortámadásban a kibuc legalább nyolc lakosát és hat thaiföldi vendégmunkást gyilkoltak meg, rajtuk kívül legalább négy személyt elraboltak és Gázába hurcoltak.

## Háttér
A Kiszufim Kibuc a Negev sivatag északnyugati részén található, közel a Gázai övezet határához. 1951-ben alapították az Egyesült Államokból és Dél-Amerikából származó cionista fiatalok. A kibuc egyik feladata Izrael déli határának védelme volt a Gázából ellenséges céllal behatolók ellen. A kibuc gazdaságának alapja a tejtermelés, baromfitenyésztés, citrusültetvények és avokádóültetvények. Izrael 2005-ös Gázából történő kivonulásáig a közeli kiszufimi gázai átkelő volt a fő útvonal a Gus Katif zsidó településegyüttesre.
2023. október 7-én reggel a Hamász meglepetésszerű támadást indított Izrael ellen. A Hamász több ezer rakétát lőtt ki izraeli célpontokra, és legalább 1500 fegyveres törte át a gázai kerítést, hogy izraeli településeket és katonai létesítményeket támadjon meg. A Hamász fegyveresei összecsaptak a biztonsági erőkkel, behatoltak a településekre, ahol sok embert öltek meg és ejtettek túszul. Becslések szerint 162 izraelit vittek a Gázai övezetbe, köztük nőket, időseket és csecsemőket.

## Mészárlás
2023. október 7-én legalább 70 Hamász harcos jutott be Kiszufimba. A kibuc legalább nyolc tagját és hat thaiföldi munkást meggyilkolták. A kibuc négy tagját elrabolták, és a település épületei is súlyos károkat szenvedtek. A kibuc őrei  válaszoltak a támadásra, négyen közülük életüket vesztették, a vezetőjük is. Az IDF csapatai végül megérkeztek és megtisztították a kibucot a terroristáktól. Szombat este a kibuc lakóit egy, a Holt-Tenger mentén fekvő szállodába menekítették.
Kedden az askelóni Reuven Heinek, a kibuc tehenészetének vezetője engedélyt kért a hadseregtől, hogy bemenjen a kibuc tehenészetébe, hogy megetesse a teheneket, amik akkor már körülbelül 60 órája nem kaptak élelmet és vizet. A fejőházban egy még mindig ott bujkáló fegyveres meggyilkolta őt.
Smulik Harel tanúvallomása szerint a terroristák "lerombolták a házakat, fosztogattak, mindent összetörtek". Az egyik áldozat a nagymamája, a 90 éves Gina Smiatich volt. A terroristák a biztonsági szobából a nappalijába vonszolták és ott lőtték agyon.

## A fegyveresek visszaszorítása és a kibuc lakóinak evakuálása
Az 51. Golani zászlóalj egyik osztaga érkezett meg a kibuchoz, és több órán keresztül küzdött a terroristákkal. A késő délutáni órákban a katonák meg tudták kezdeni a házaikban rekedt lakosok evakuálását. Az osztag nyolc katonája halt meg az ütközetben.

## Fordítás
Ez a szócikk részben vagy egészben  a   Kissufim massacre című angol Wikipédia-szócikk ezen változatának fordításán alapul.  Az eredeti cikk szerkesztőit annak laptörténete sorolja fel. Ez a jelzés csupán a megfogalmazás eredetét és a szerzői jogokat jelzi, nem szolgál a cikkben szereplő információk forrásmegjelöléseként.